# Голубовка (Русско-Полянский район)
Голубовка — деревня в Русско-Полянском районе Омской области России. Входит в состав Добровольского сельского поселения.

## География
Деревня находится юго-восточной части Омской области, в степной зоне, в пределах Ишимской равнины, вблизи государственной границы с Казахстаном, на расстоянии примерно 44 километров (по прямой) к юго-востоку от посёлка городского типа Русская Поляна, административного центра района. Абсолютная высота — 122 метра над уровнем моря.

### Часовой пояс
Деревня Голубовка, как и вся Омская область, находится в часовой зоне МСК+3. Смещение применяемого времени относительно UTC составляет +6:00.

## Население
| 1914 | 2010 |
| ---- | ---- |
| 704  | ↘4   |

Половой состав
По данным Всероссийской переписи населения 2010 года в гендерной структуре населения мужчины составляли 75 %, женщины — соответственно 25 %.
Национальный состав
Согласно результатам переписи 2002 года, в национальной структуре населения русские составляли 40 % из 175 чел., казахи — 36 %.

## Улицы
Уличная сеть деревни состоит из одной улицы (ул. Центральная).